# Willem II van Beieren-Schagen

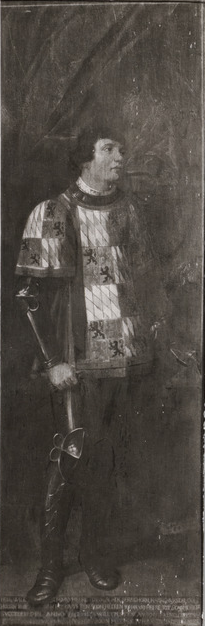

Wapen van Van Beieren-Schagen

Willem II van Beieren-Schagen 5e heer van Schagen 1542-1548 en Burghorn (13 februari 1518 - 21 december 1548). Hij was de zoon van Jan II van Beieren-Schagen en Catharina van Schengen.

## Huwelijk en kinderen
Willem II van Beieren-Schagen trouwde in 1543 met Elisabeth van Bronckhorst (1520 - 21 december 1592). Zij was de dochter van Joost van Bronckhorst-Bleiswijk heer van Bleiswijk en Ida Ruychrocks van der Werve.
Willem en Elisabeth hadden de volgende kinderen:
- Jan III van Beieren-Schagen
- Eva van Beieren Schagen (ca. 1545-14 oktober 1617). Zij trouwde ca. 1570 met Nicolaas van Zuylen van de Haer (ca. 1536-8 augustus 1602). Hij was een zoon van Dirk van Zuylen van de Haer (1510-5 juni 1580) en Josina van Drakenburg (1510-). Uit haar huwelijk werden geboren:
  - Johan van Zuylen van de Haer (ca. 1573-16 februari 1641) heer van Drakenburg, Drakesteyn, de Haer en Zevender. Hij trouwde met Agnes van Renesse van der Aa (1570-1605). Zij was een dochter van Adriaan van Renesse van der Aa (1520-1591) en Agnes van Renesse van Wulven (1530-1567)
  - Dirk van Zuylen van de Haer (ca. 1575-)
  - Josina van Zuylen van de Haer (ca. 1577-)
  - Cornelia van Zuylen van de Haer (ca. 1580-)
- Wilhelmina van Beieren-Schagen, in 1577 getrouwd met Nicolaas II van Bronkhorst ( -1579)

## Heerlijkheid Schagen
Willem van Schagen erfde de heerlijkheid Schagen en het slot maar genoot niet lang van zijn bezit want ook hij stierf vroeg (1548). Zowel Willem en zijn zoon Johan van Schagen kozen partij voor de Spaanse bezetters. Nadat de Spaanse vloot in 1573 tijdens de slag op de Zuiderzee (waaraan ook Johan meedeed) werd verslagen, werd het kasteel in Schagen bezet door Diederik Sonoy, de plaatsvervanger van Willem van Oranje in de noordkop van Holland.
Op 18 juni 1560 komt Joost van Bronckhorst ridder en heer van Bleyswijck in Haarlem om uit naam van zijn dochter Elisabeth van Bronckhorst, weduwe van Willem heer van Scagen, als moeder en voogdes van Johan heer van Scagen en van haar andere kinderen enerzijds en Christoffel, Geryt, Aelbrecht en Joost van Scagen en Jorys van Treslong als man en voogd van zijn vrouw Aef van Scagen anderzijds, komen tezamen overeen om de goederen en renen, nagelaten door hun vader Johan van Scagen, te verdelen, doch om die van hun moeder Kathryne van Schengen, van hun zuster Janne van de Werve en die, afkomstig van hun tante Janne van Scagen, echtgenoot van Philips Ruyckrock, van Willem Oom van Wyngaerden, van Belie bastaard van Scagen en nog enige andere goederen onverdeeld te laten.
Op 29 juli 1563 bevestigt Cornelis Suys, heer van Rijswijck, president en Arnoult Sasbout, raadsheer in het Hof van Holland, dat de eenentwintig geersen land en duin, gelegen bij het huis te Schagen, leengoederen of eigen goederen zijn:
dat het grootste gedeelte van die goederen leengoed is en dat het overige gedeelte allodiaal is, docht dat dit nochtans zal blijven aan het huis van Schaghen (Met de zegels van Cornelis Suys en Arnout Sashout in rode was)
Eerder was dit al bevestigd voor het Hof op 21 oktober 1544.